# Grand Slam (film)

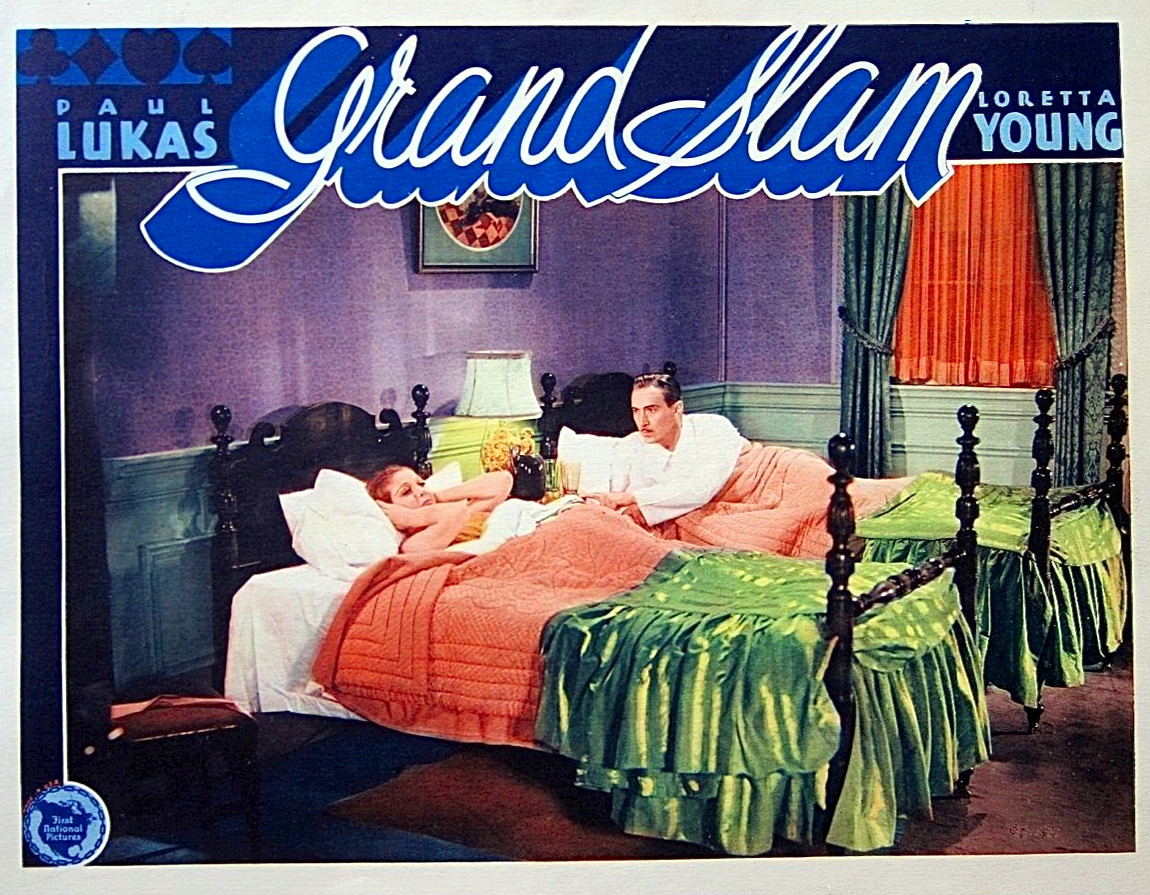
Loretta Young et Paul Lukas

Pour plus de détails, voir Fiche technique et Distribution.
Grand Slam est un film américain réalisé par William Dieterle, sorti en 1933.

## Synopsis
Un serveur nommé Peter Stanislavsky apprend le jeu du bridge pour rendre service à sa nouvelle épouse Marcia, dont toute la famille joue le jeu. Lorsqu'il bat heureusement le champion de bridge Cedric Van Dorn, Peter prétend en plaisantant qu'il a gagné grâce à la "méthode Stanislavsky" et devient rapidement mondialement connu en tant qu'expert en bridge. Des problèmes surviennent lorsque Peter et Marcia forment une équipe pour participer à des tournois de bridge. Peter exaspère Marcia en remettant en question son jeu.

## Fiche technique
- Titre : Grand Slam
- Réalisation : William Dieterle
- Scénario : Erwin S. Gelsey et David Boehm d'après le roman Grand Slam: The Rise and Fall of a Bridge Wizard de B. Russell Herts
- Photographie : Sidney Hickox
- Musique : Bernhard Kaun (non crédité)
- Montage : Jack Killifer
- Direction artistique : Jack Okey
- Costumes : Orry-Kelly
- Production : Hal B. Wallis (non crédité)
- Société de production : First National Pictures
- Société de distribution : Warner Bros.
- Pays de production :  États-Unis
- Format : Noir et blanc - 35 mm - 1,37:1 - Son : Mono
- Genre : Comédie
- Durée : 67 minutes
- Dates de sortie : États-Unis, 22 février 1933 (New York) ; 18 mars 1933 (sortie nationale)

## Distribution
- Paul Lukas : Peter Stanislavsky
- Loretta Young : Marcia Stanislavsky
- Frank McHugh : Philip 'Speed' McCann
- Glenda Farrell : Blondie
- Helen Vinson : Lola Starr
- Roscoe Karns : Annonceur radio
- Ferdinand Gottschalk : Cedric Van Dorn

Acteurs non crédités :
- George Cooper : Josh
- Esther Howard : Mary
- Lee Moran : Artie
- Lucien Prival : Gregory